# میگل آنخل اوچوا
میگل آنخل اوچوا (انگلیسی: Miguel Ángel Ochoa؛ زادهٔ ۲۹ سپتامبر ۱۹۴۴) بازیکن فوتبال اهل اسپانیا است.
از باشگاه‌هایی که در آن بازی کرده‌است می‌توان به باشگاه فوتبال اسپانیول اشاره کرد.
وی همچنین در تیم ملی فوتبال اسپانیا بازی کرده‌است.